# Saint-Aubin, Pas-de-Calais
Saint-Aubin är en kommun i departementet Pas-de-Calais i regionen Hauts-de-France i norra Frankrike. Kommunen ligger i kantonen Montreuil som tillhör arrondissementet Montreuil. År 2022 hade Saint-Aubin 278 invånare.

## Befolkningsutveckling
Antalet invånare i kommunen Saint-Aubin
| Referens: INSEE |